# Brooklynn Prince
Brooklynn Prince (4 de maio de 2010) é uma atriz estadunidense. Seu trabalho mais conhecido, até então, The Florida Project (2017) que lhe rendeu o Critics' Choice Movie Awards na categoria de melhor performance jovem, atualmente, Kimberly está no papel de Hilde Lisko onde é protagonista da série da Apple TV, Home Before Dark (2020).

## Filmografia

### Cinema
| Ano  | Título                  | Papel      |
| ---- | ----------------------- | ---------- |
| 2017 | Robo-Dog: Airborne      | Mira Perry |
| 2017 | The Florida Project     | Moonee     |
| 2018 | Monsters at Large       | Sophie     |
| 2019 | The Turning             | Flora      |
| 2019 | The Angry Birds Movie 2 |            |
| 2019 | The One and Only Ivan   | Ruby (voz) |

### Televisão
| Ano  | Título           | Papel        |
| ---- | ---------------- | ------------ |
| 2020 | Home Before Dark | Hilde Lysiak |